# Echinochalina reticulata
Echinochalina reticulata är en svampdjursart som beskrevs av Thomas Whitelegge 1907. Echinochalina reticulata ingår i släktet Echinochalina och familjen Microcionidae. Inga underarter finns listade i Catalogue of Life.